# Лешков, Денис Иванович
Денис Ива́нович Лешко́в (до 1917 — Ляшко́в; 3 декабря 1883, Гельсингфорс — 1933, Ленинград) — российский балетный критик и мемуарист. Брат-близнец Ольги Лешковой.

## Биография
Родился в семье окружного прокурора и судьи Петербургского военно-окружного суда Ивана Денисовича Ляшкова и пианистки, преподавателя музыки, сотрудницы (1895—1917) Депо по продаже и прокату пианино и роялей в Павловске Виктории Матвеевны Ляшковой. В 1889 году остался без отца и в связи этим десятилетием позже был отдан в кадетский корпус, откуда поступил в Константиновское артиллерийское училище. По окончании училища в течение трёх лет служил офицером в Кронштадтской крепости. В 1907 году, по истечении минимального срока службы, вышел в отставку и посвятил себя главному увлечению своей жизни — балету.
Публиковался как балетный критик в газетах «Биржевые ведомости», «Жизнь искусства», журнале «Бирюч Петроградских государственных театров» и других изданиях. Выступал с позиций академизма, критически отзывался о модернистском искусстве.
В 1918—1926 годах заведовал архивом Дирекции государственных театров. По архивным материалам подготовил ряд справочных изданий, в том числе исторический очерк Петербургского театрального училища, а также дневник и переписку балетмейстера И. И. Вальберха; все эти издания не были осуществлены. Во второй половине 1920-х годов сотрудничал с Театральным музеем имени А. А. Бахрушина в области комплектации фондов.
Мемуарные записки Лешкова впервые появились в печати в 1996 году и вышли отдельным изданием в 2004 году.